# Conjugação cruzada
A conjugação cruzada é um tipo especial de conjugação em uma molécula, onde, em um conjunto de três ligações pi, só dois orbitais pi interagem por conjugação, o terceiro está excluido da interação. Em termos clássicos, significa que a alternância estrita de ligações simples e duplas (-CH=CH–CH=CH–CH-) está interrompida por duas ligações simples consecutivas em cada ponto de conjugação cruzada, no esquema: -CH=CH–C(=CH)–CH=CH-. Alguns exemplos de conjugação cruzada podem encontrar-se em moléculas como benzofenona, divinil-éter, dendralenos e fulerenos. O tipo de conjugação tem um impacto na reatividade e transições eletrônicas moleculares.